# Clement A. Lounsberry
Clement A. Lounsberry était un colonel de l'armée américaine pendant la guerre de Sécession, par ailleurs journaliste et directeur de journal américain, qui a couvert la conquête de l'Ouest.

## Biographie
Né le 27 mars 1843 dans le comté de DeKalb, dans l'Indiana, Lounsberry se retrouve très jeune orphelin. Il doit grandir et travailler comme salarié agricole dans le Michigan, où il s'enrôle dans une compagnie de volontaires en 1861, au début de la guerre de Sécession. Fait prisonnier le 21 juillet 1861, il passe un an aux mains des confédérés avant d'être échangé contre un prisonnier confédéré en 1862, puis d'être promu colonel, à la tête de deux unités qui s'illustrent lors de la bataille de Petersburg, le 2 avril 1865 en Virginie.
Après la guerre, il déménage vers l'Ouest, dans le Minnesota, où il publie en 1870 dans le comté de Martin son premier journal, le Martin County Atlas, qu'il déplace à Wells en 1870. Puis il s'arrange avec la compagnie des chemins de fer Northern Pacific Railway pour un projet consistant à créer un journal qui publiera ses premiers numéros lorsque ses lignes parviendront jusqu'au Missouri, sur lieu où sera créée la ville de Bismarck. En même temps, en 1872, il devient l'éditorialiste et journaliste politique du Minneapolis Tribune, à Saint-Paul.
En mai 1873, il s'installe dans le Dakota du Nord pour lancer le Bismarck Tribune à Bismarck, ville fondée par la compagnie des chemins de fer Northern Pacific Railway, dans l'espoir d'attirer des immigrés allemands sur la "Frontière sauvage". Emmenant avec lui son imprimerie, il arrive à Bismarck en mai par le premier train à destination de la ville, à usage privé. Il crée un "comité de vigilance" et se heurte aux propriétaires du saloon Dave Mullen et Jack O'Neil, qui le provoquent en duel.
Le premier numéro du Bismarck Tribune, d'abord hebdomadaire avant de devenir quotidien en 1881, avec un tirage qui culminera à 31 000 exemplaires, sort le 11 juillet 1873. Les suivants, les 16, 23 et 30 juillet, sont pilotés par son adjoint Mark Kellogg et rapportent peu d'argent. Le 18 septembre 1873, la faillite du financier Jay Cooke, actionnaire de la compagnie des chemins de fer Northern Pacific Railway, déclenche le krach de 1873. La ville est mort-née.
Il retrouve alors son ami George A. Custer, originaire comme lui du Michigan, qu'il avait connu  pendant la guerre de Sécession
 À la tête de l'Expédition des Collines noires, Custer quitte Bismarck le 2 juillet 1874 pour pénétrer profondément dans les Black Hills à la tête de 1200 hommes, d'un groupe d'ingénieurs et scientifiques, de trois journalistes et du photographe William H. Illingworth. Custer écrit sous le pseudonyme de "Nomad" des articles envoyés aux journaux, qui seront plus tard réunis dans un livre, Ma vie dans les Plaines (immense best-seller). Le 1er août, il estime que le site de French Creek peut permettre à un orpailleur de gagner 150 dollars par mois. Custer réserve le scoop à son ami Clement A. Lounsberry. La ville-champignon de Custer City attire 600 habitants en deux semaines.
Les  chefs sioux lancent alors la guerre des Black Hills puis obtiennent des victoires inattendues comme celle du 17 juin 1776, contre un millier d'hommes menés par le général George Crook. En tant que directeur du "Bismarck Tribune", Clement A. Lounsberry devait se joindre à l'opération militaire dirigée par un auxiliaire du général George Crook, son ami le colonel George Armstrong Custer, avec l'accréditation de l'Associated Press et du quotidien New York Herald. Mais la femme de Clement A. Lounsberry tombe malade et  il doit céder, le 17 mai 1876, sa place à Mark Kellogg, son associé, connu pour ses écrits contre les Indiens, dont on espère qu'il raconte une victoire éclatante.
Ce dernier sera tué lors de la bataille de Little Big Horn et son corps retrouvé dans un ravin, scalpé. La nouvelle de la bataille perdue par l'armée américaine, l'une des plus graves défaites de son histoire, sera télégraphiée et les récits de Mark Kellogg publiés dans le Bismarck Tribune du 6 juillet puis dans le New York Herald du 11 juillet.
En 1884, Clement A. Lounsberry vend son journal et se présente à l'élection pour le poste de gouverneur du Territoire du Dakota, mais il est battu par un autre journaliste, Gilbert A. Pierce, du Chicago Daily News.